# Dekanat Wieluń – Najświętszej Maryi Panny Pocieszenia
Dekanat NMP Pocieszenia w Wieluniu w regionie wieluńskim archidiecezji częstochowskiej.
Dekanat składa się z 12 parafii:
- Wieluń – parafia Nawiedzenia Najświętszej Maryi Panny
- Wieluń – parafia św. Barbary DM
- Wieluń – parafia św. Józefa Oblubieńca Najświętszej Maryi Panny
- Biała Druga – św. Piotra w Okowach
- Chojny-Huta – św. Maksymiliana Marii Kolbego
- Czarnożyły – św. Bartłomieja Apostoła
- Dąbrowa k. Wielunia – św. Wawrzyńca
- Gaszyn – Najświętszego Imienia Maryi
- Kadłub – św. Andrzeja Apostoła
- Naramice – św. Rocha
- Raczyn – św. Tekli
- Łyskornia – św. Marii Magdaleny